# Större skogsblomfluga
Större skogsblomfluga (Dasysyrphus pinastri) är en tvåvingeart som först beskrevs av De Geer 1776.  Större skogsblomfluga ingår i släktet skogsblomflugor, och familjen blomflugor. Arten är reproducerande i Sverige. Inga underarter finns listade i Catalogue of Life.